# Матильдув (Сохачевський повіт)
Матильдув (пол. Matyldów) — село в Польщі, у гміні Рибно Сохачевського повіту Мазовецького воєводства.
Населення — 111 осіб (2011).
У 1975-1998 роках село належало до Скерневицького воєводства.

## Демографія
Демографічна структура станом на 31 березня 2011 року:
|          | Загалом | Допрацездатний вік | Працездатний вік | Постпрацездатний вік |
| -------- | ------- | ------------------ | ---------------- | -------------------- |
| Чоловіки | 58      | 8                  | 40               | 10                   |
| Жінки    | 53      | 10                 | 31               | 12                   |
| Разом    | 111     | 18                 | 71               | 22                   |